# Boopa-Dee Bappa-Dee
Boopa-Dee Bappa-Dee («Бупа-Ди Баппа-Ди») — пятая серия двенадцатого сезона мультсериала «Гриффины». Премьерный показ состоялся 17 ноября 2013 года на канале FOX.

## Сюжет
По новостям сообщается, что цены на международные авиа перелёты резко упали. Лоис говорит всем о том, что было бы не плохо слетать на отдых, это было бы полезно для культурного обогащения детей. Но Питер категорически против этой поездки. Он говорит о том, что очень плохо получился на паспорте.
Питер решает доказать семье, что культурные ценности есть и в Куахоге. Походы в музеи и даже драка на улице с судьей безуспешны. Лоис тайком покупает билеты на поездку в Италию, прося Брайана, Мег и Криса подыграть ей. В итоге все приглашают Питера съездить в самый большой аквапарк на земле, на что тот с радостью соглашается. Только в самолете Лоис, по совету Брайана, признается Питеру, что все они летят на отдых, а не в аквапарк.
Прилетев в Италию, Гриффины посещают несколько местных музеев. Лоис просит Питера пойти с ней куда-нибудь, но тот отказывается. В итоге, Лоис уезжает с незнакомцем покататься по городу. Брайан говорит Питеру о том, что это недопустимо, чтобы собственная жена уехала от Питера вот так. Тогда Питер решает стать истинным итальянцем: он забирает Лоис из кафе, вместе они проводят вечер и ночь. Лоис признается, что ей очень нравится в Италии. Питер сжигает паспорта семьи, говоря о том, что все будет отлично, отныне они - итальянцы.
Проходит месяц. Семья скучает по Америке. Выясняется, что теперь Гриффинам будет непросто попасть обратно домой, в Куахог. Тогда, притворившись сексуальными игрушками, семья таки добирается до дома в контейнере с товарами для Куахога. Вместе Гриффины, собравшись перед телевизором, говорят о том, что будут скучать по Италии.

## Рейтинги
- Рейтинг эпизода составил 2.2 среди возрастной группы 18-49 лет.
- Серию посмотрело порядка 4.46 миллиона человек.
- Эпизод стал самым просматриваемым в эту ночь Animation Domination на FOX, победив по количеству просмотров новые серии "Симпсонов", «Бургеры Боба» и "Американского Папаши!".[1]

## Культурные отсылки
- Учительница с пышным бюстом копирует знаменитую итальянскую певицу Сабрину Салерно (Sabrina), особенно её движения в достаточно откровенном клипе «Boys».
- Парень которого завела себе Мэг это Марио из одноименной серии игр

## Критика
Специалисты из A.V. Club дали эпизоды низкую оценку C-, поясняя: «На первый взгляд, весьма интересный эпизод в отличие от других с более плотным сценарием (...) в лучших эпизодах "Гриффинов" удается избежать совмещения проблем. Эпизод "Boopa-Dee-Dee Bappa" имеет некоторые проблемы, они не делают его запоминающимся»